# Ден в памет на загиналите във войните (САЩ)
Денят на загиналите във войните (на английски: Memorial Day, старо име Decoration Day) е национален празник на САЩ, честван ежегодно през последния понеделник на месец май. Този празник почита всички американски военни, които са загинали по време на военна служба в името на страната. Първоначално се е празнувал да почита загиналите съюзнически войници от времето на Гражданската война в САЩ. След Първата световна война са включени всички останали загинали военни.

## Дати
Празникът се пада на следните дати:
- 2014 г. – 26 май
- 2015 г. – 25 май
- 2016 г. – 30 май
- 2017 г. – 29 май
- 2018 г. – 28 май